# Dark Christmas (álbum de Abney Park)
Dark Christmas es el noveno álbum de estudio de Abney Park.

## Lista de canciones
| N.º | Título                           | Duración |  |
| 1.  | «Little Drummer Boy»             | 5:45     |  |
| 2.  | «Winter Wonderland»              | 3:23     |  |
| 3.  | «Dance of the Sugarplum Fairies» | 2:06     |  |
| 4.  | «Carol Of The Bells»             | 1:51     |  |
| 5.  | «Rudolf»                         | 1:25     |  |
| 6.  | «God Rest Ye Merry, Gentlemen»   | 2:00     |  |
| 7.  | «Good King Wenceslas»            | 4:06     |  |
| 8.  | «Coventry Carol»                 | 2:00     |  |
| 9.  | «Silent Night»                   | 1:16     |  |
| 10. | «We Three Kings»                 | 3:01     |  |